# HMAS Melbourne (R21)
La HMAS Melbourne (R21) è stata una portaerei della Royal Australian Navy, appartenente alla classe Majestic. Operativa dal 1955 al 1982, fu la terza e ultima portaerei convenzionale a servire nella marina australiana. La Melbourne fu l'unica nave appartenente al Commonwealth delle nazioni ad affondare due navi amiche in tempo di pace. La nave venne impostata dalla Royal Navy come unità capoclasse della classe Majestic nell'aprile del 1943 e venne varata nel febbraio 1945. Alla fine della seconda guerra mondiale, i lavori sulla nave vennero sospesi fino a che non venne acquistata dalla RAN nel 1947. Al momento dell'acquisto, venne deciso di inserire nuovi accorgimenti tecnologici nel progetto iniziale, rendendo la Melbourne la terza nave ad essere costruita con un ponte di volo angolato. I ritardi durante la costruzione, e le continue modifiche del progetto originale per apportare dei miglioramenti, fecero sì che la nave non entrasse in servizio prima del 1955.
La Melbourne non prese mai parte ad azioni militari di attacco durante la sua carriera, ebbe solamente dei ruoli di supporto durante lo scontro tra Malaysia e Indonesia e durante la guerra del Vietnam. Tuttavia, è stata coinvolta in due collisioni con delle navi alleate. La sera del 10 febbraio 1964 entrò in collisione con la HMAS Voyager causandone l'affondamento. 82 membri d'equipaggio del cacciatorpediniere rimasero uccisi, e vennero istituite due commissioni d'inchiesta per fare luce sull'episodio. La seconda collisione avvenne la mattina del 3 giugno 1969 quando la Melbourne entrò in rotta di collisione con il cacciatorpediniere classe Allen M. Sumner USS Frank E. Evans causandone anche in questo caso l'affondamento. 74 marinai americani persero la vita e venne istituita una commissione d'inchiesta. Questi due incidenti, insieme ad una serie di collisioni minori, incidenti a bordo, perdita di aerei, diedero alla Melbourne la reputazione di nave iellata. Dopo il ritiro nel 1982, venne proposto di trasformare la nave in un casinò galleggiante; dopo che questa proposta venne respinta, la nave venne venduta alla Cina per la demolizione. La demolizione venne ritardata in modo da consentire alla marina cinese di studiare la struttura della Melbourne in modo da poter sviluppare un piano segreto per la costruzione di una portaerei cinese. La nave venne anche utilizzata per addestrare gli aviatori cinesi ad effettuare manovre a bordo di una portaerei.

## Costruzione

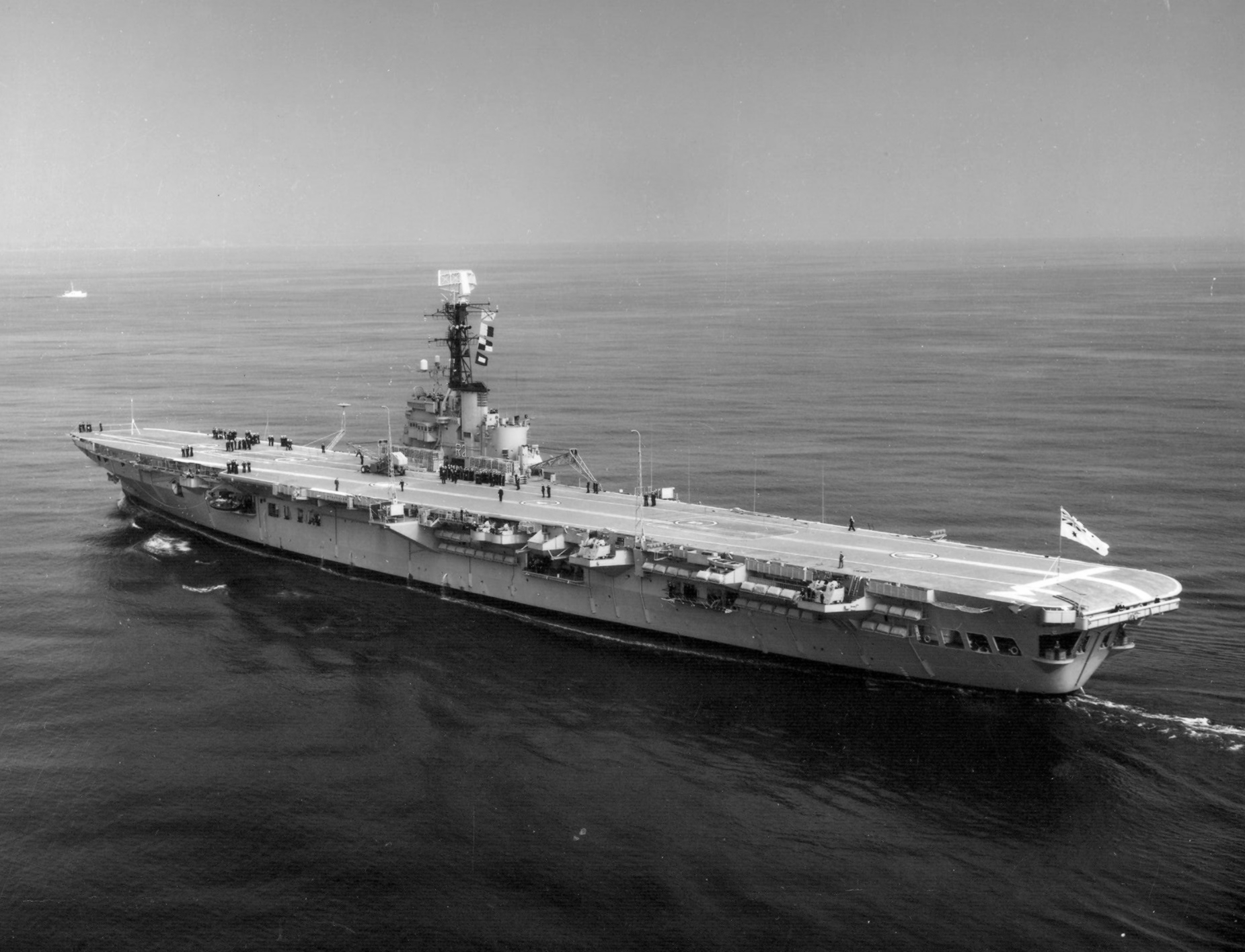
La HMAS Melbourne (R21) nel 1967

La Melbourne è stata costruita dalla Vickers-Armstrongs nei suoi cantieri navali di Barrow-in-Furness in Inghilterra, venne varata con il nome di HMS Majestic il 15 aprile 1943 e venne inaugurata il 28 febbraio 1945 da lady Anderson, la moglie del Cancelliere dello Scacchiere inglese John Anderson. In seguito alla fine della seconda guerra mondiale, l'Ammiragliato decretò la sospensione di tutti i progetti navali del Regno Unito, inclusi i lavori della Majestic e delle sue cinque navi gemelle. I lavori ripresero nel 1947 e vennero apportate alcune modifiche al progetto iniziale.

## Progetto
La classe Majestic era concepita come una Classe Colossus migliorata, tanto che ne era inizialmente considerata una sottoclasse. Le principali migliorie riguardavano l'abitabilità per gli equipaggi.

### Modifiche durante la costruzione
Durante la costruzione il ponte di volo venne modificato e angolato e la nave equipaggiata con una nuova catapulta a vapore.

## Armamento
La Melbourne era equipaggiata con un armamento contraereo difensivo e con un gruppo aereo che includeva anche mezzi antisommergibile. La nave tuttavia non venne mai coinvolta direttamente in un conflitto e i suoi armamenti non vennero mai utilizzati in operazioni militari d'attacco.

### Armi e sistemi
L'equipaggiamento iniziale della Melbourne includeva 25 cannoni Bofors da 40 mm come armi contraeree: sei doppie e tredici singole; tra l'entrata in servizio e il 1959, quattro dei cannoni singoli vennero rimossi. Il radar era composto da tre Type 277Q, da un Type 293Q e da un Type 978. Durante la revisione del 1967–1969, il numero di Bofors venne ridotto a dodici, e i tre Type 277Q vennero sostituiti con nuovi radar più evoluti di progettazione americana e olandese: un LW-02 per la ricerca in aria e un SPN-35 per le manovre della nave. Sempre durante questa revisione venne montato un TAN e altre contromisure elettroniche. I quattro Bofors rimanenti vennero rimossi nel 1980.

## Ruolo
La Melbourne è stata la terza portaerei convenzionale, nonché l'ultima ad operare nella RAN.
Successivamente alla radiazione nel 1959 della Sydney, la sua unità gemella, la nave divenne l'unica portaerei in servizio in Australia. La nave non riuscì mai a fornire copertura aerea alla RAN per un periodo superiore ai quattro mesi ogni anno a causa delle riparazioni, ai guasti al dispositivo di lancio e ai vari doveri come il trasporto di truppe. Sebbene sia stata tra le navi più grandi in dotazione alla marina australiana, la Melbourne è stata una tra le portaerei più piccole nel periodo successivo alla seconda guerra mondiale. Nel 1959 venne deciso di riservare alla nave solamente le operazioni con gli elicotteri, ma questa decisione venne revocata nel 1963 prima che diventasse operativa. Oltre ad essere una portaerei in servizio attivo, la Melbourne fu anche ammiraglia della marina australiana dal 1956, fino a quando non venne radiata nel 1982. Durante il suo servizio, è stata oltremare 35 volte visitando 22 nazioni. La Melbourne assunse il compito di fulcro fisico e psicologico dalla flotta della RAN, dopo la sua radiazione e la mancata sostituzione con una nuova portaerei la marina australiana passò infatti dalla prima alla sesta posizione nella classifica delle flotte più potenti nell'area del Pacifico.
Questa portaerei fu l'unica nella storia della RAN sia come dimensioni sia come numero dei membri d'equipaggio, proprio per questo durante tutta la sua storia ha subito un ricambio continuo e costante dell'equipaggio e dei suoi ufficiali in modo da addestrare un numero maggiore possibile di marinai. Gli ufficiali di comando venivano cambiati con una cadenza di 15 mesi, la maggior parte degli ufficiali che prestarono servizio sulla Melbourne in seguito ricevettero il grado di ufficiale in comando.